# Piața Ștefan cel Mare din Cluj-Napoca
Piața Ștefan cel Mare (fostă Ioan de Hunedoara) se află la capătul străzii Eroilor din Cluj (fostul Corso). În Belle Époque au fost construite aici clădirile Teatrului Național și Palatului de Justiție. 

## Istoric
În spatele clădirii Teatrului Național s-a aflat până în secolul al XIX-lea Piața Gâștelor. În locul viran din dreptul acelei piețe a fost ridicată între anii 1834-1836 vechea cazarmă Sf. Gheorghe, care a servit ulterior drept comandament al regimentului de linie IR 51 din armata austro-ungară.
Partea de vest a pieței este flancată de Calea Turzii, principala ieșire spre sud din oraș. Peste drum de Calea Turzii se află Bastionul Croitorilor, fragment din vechea cetate a Clujului.

## Galerie de imagini

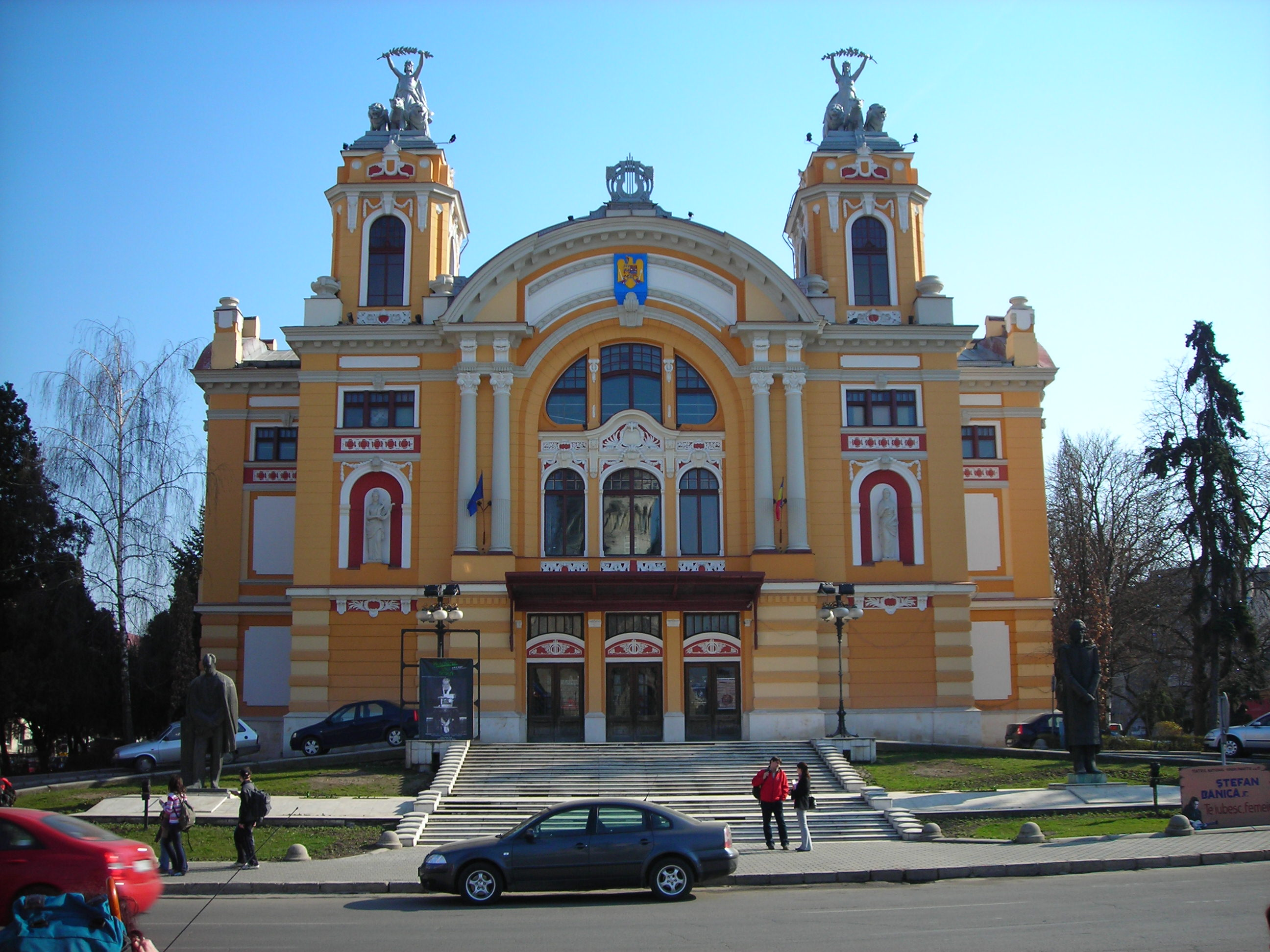
Teatrul Național
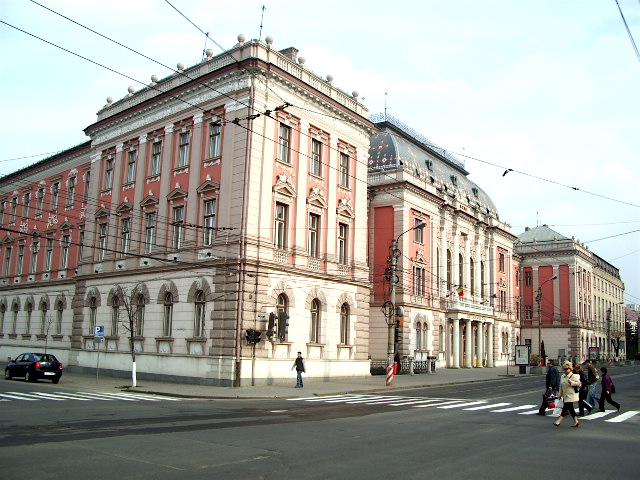
Curtea de Apel Cluj
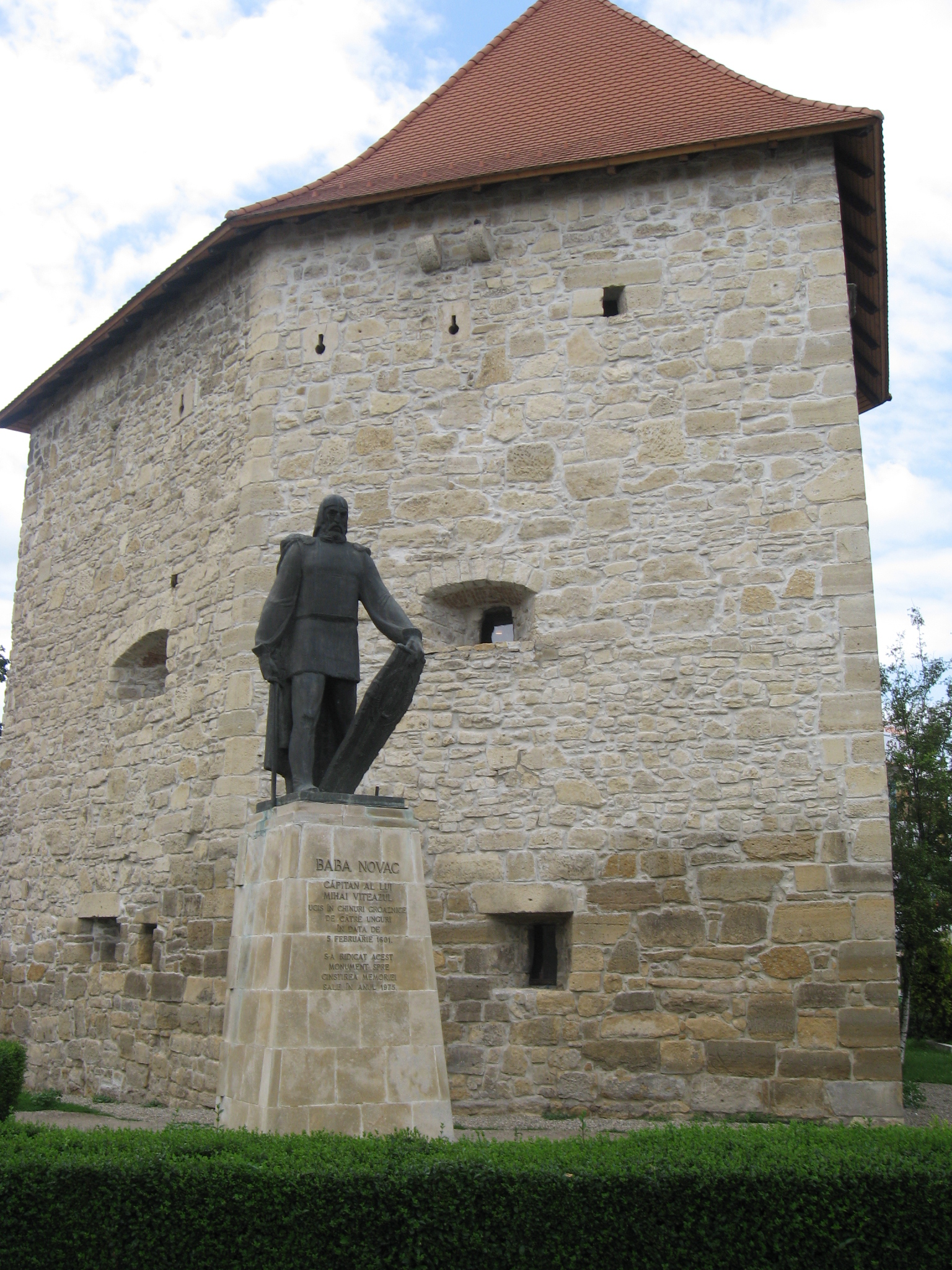
Bastionul Croitorilor
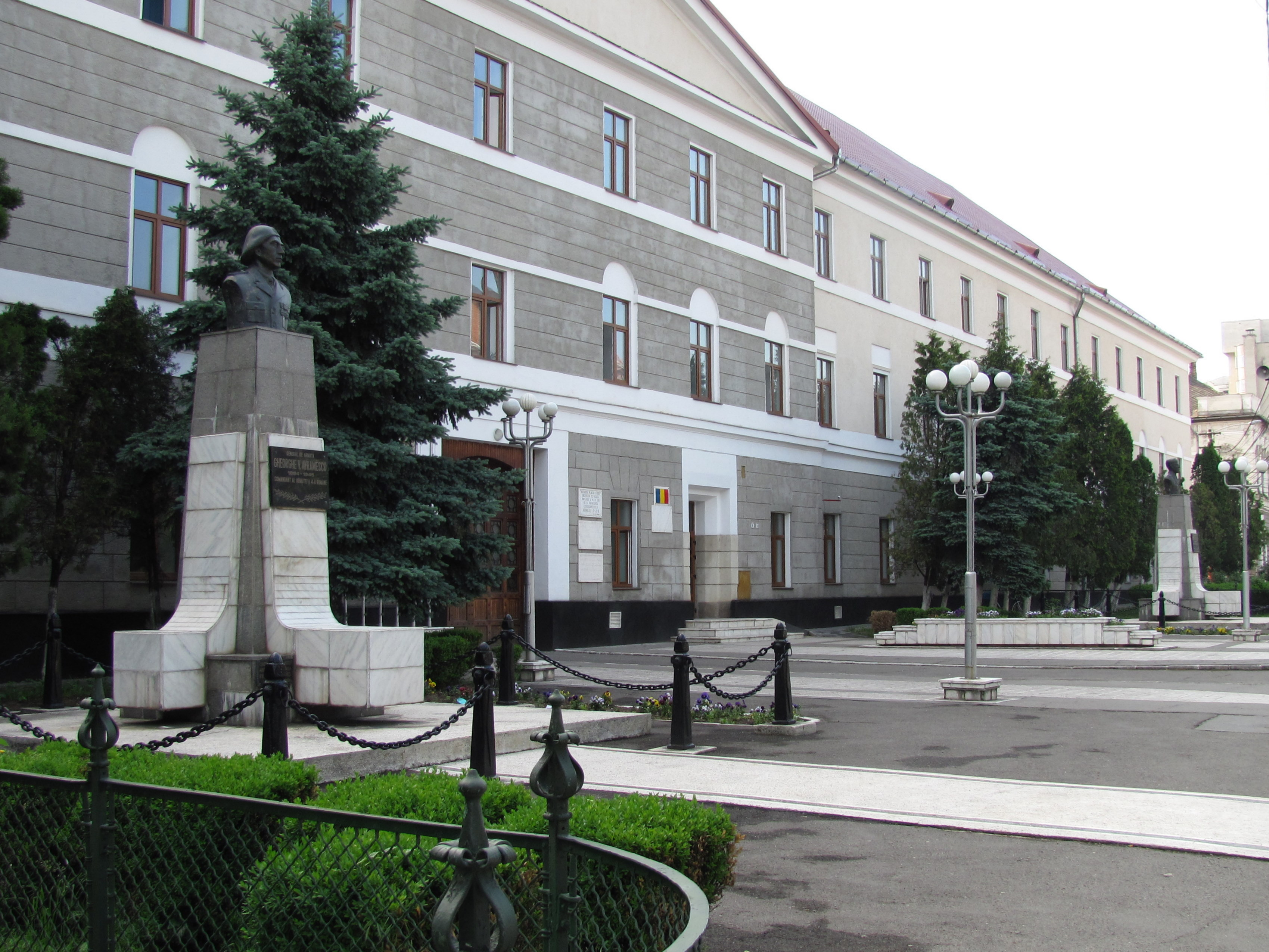
Vechea cazarmă Sf. Gheorghe